# Suzuki Intruder

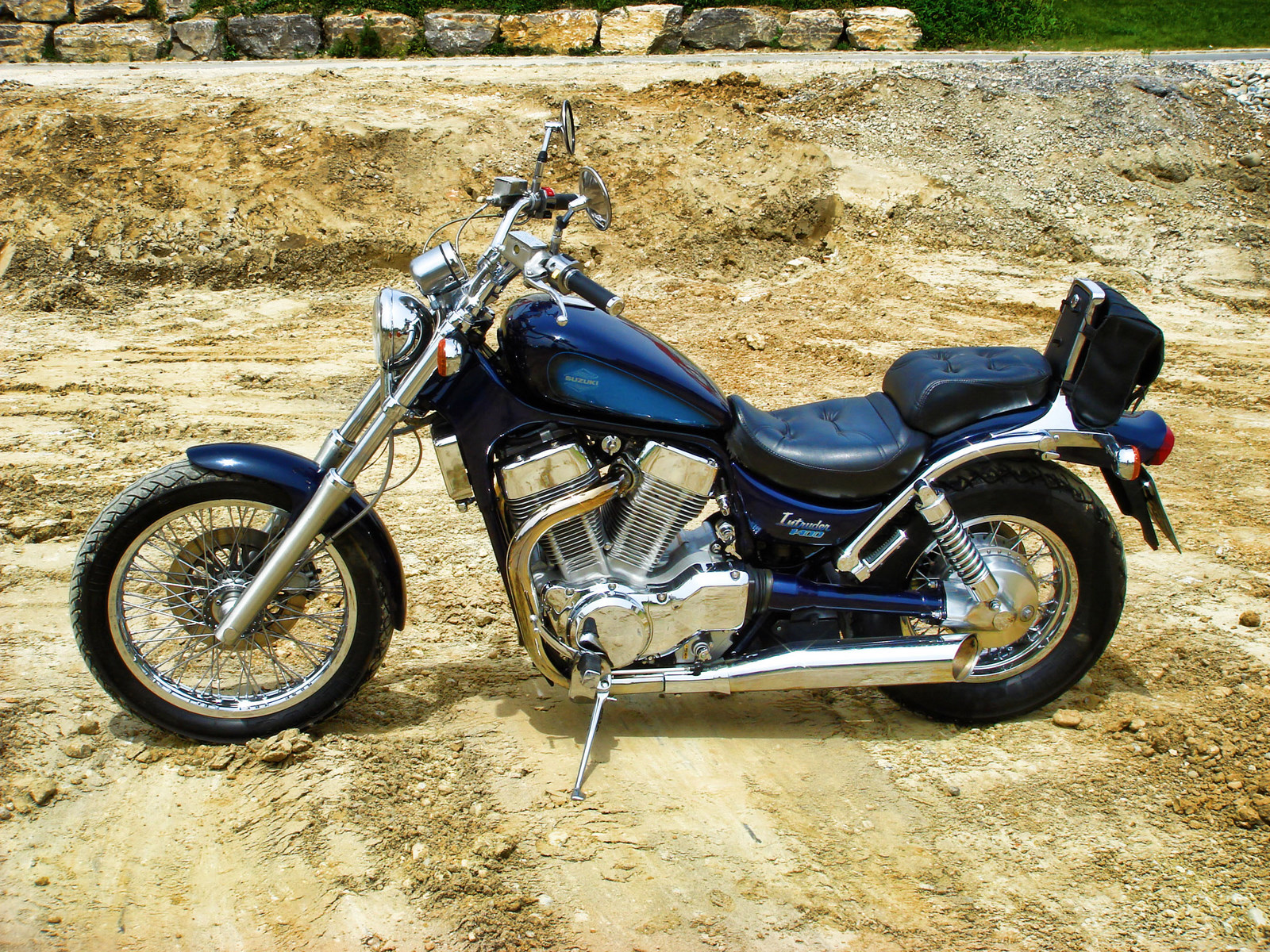
Suzuki VS1400 Intruder

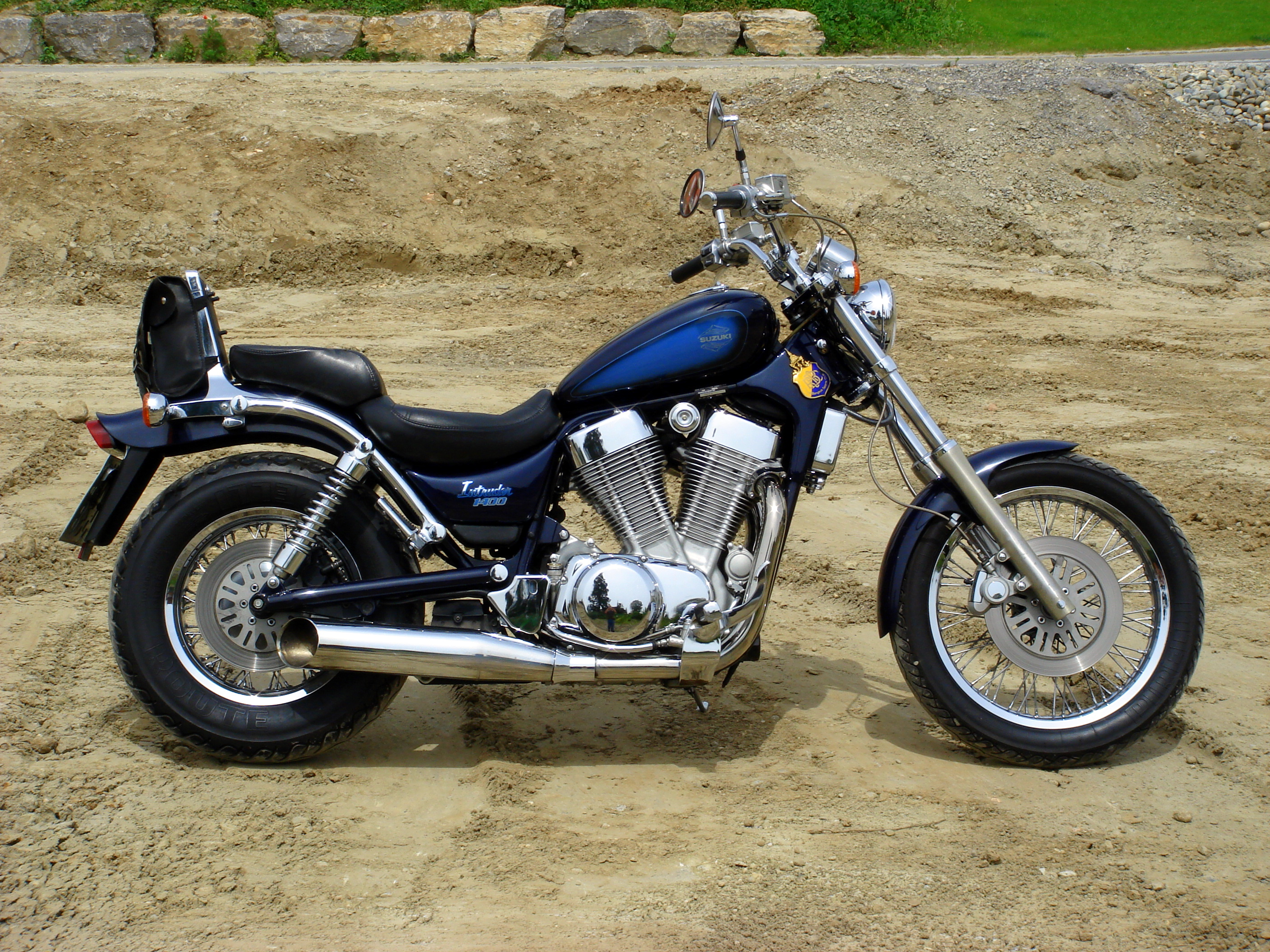
Suzuki VS1400 Intruder

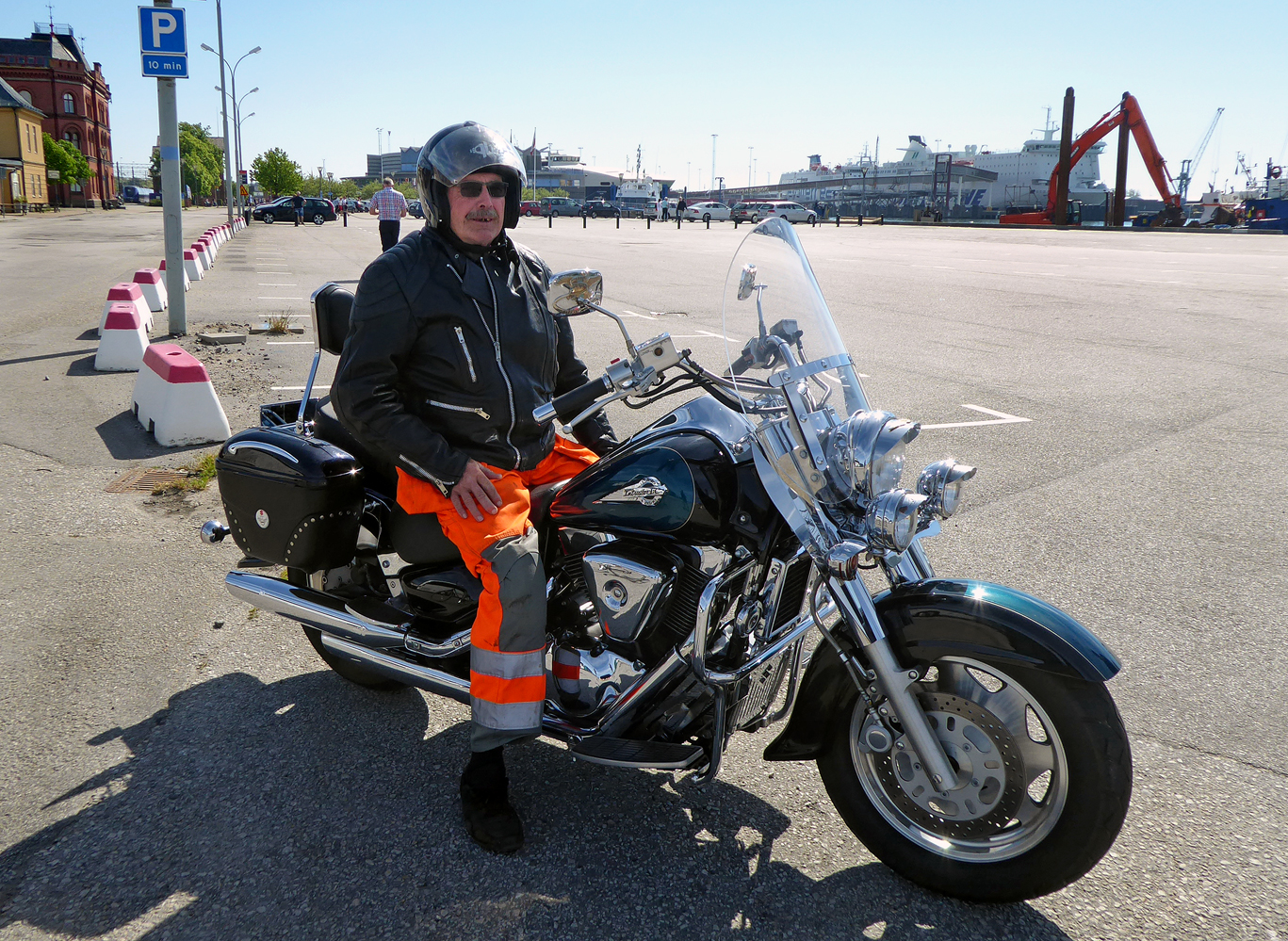
Suzuki VL 1500 Intruder LC.

Intruder este o familie de motociclete, clasa cruiser, ale producătorului japonez Suzuki. Acestea au fost introduse pe piață în 1985, ca o alternativă mai ieftină față de motocicletele Harley-Davidson.
Primul model a fost VS700, un cruiser de greutate medie, cu o capacitate cilindrică în jurul a 700cc. În anii următori capacitatea acestuia a fost mărită la 750cc și 800cc, rezultând modelele VS750, respectiv VS800. În 1987 Suzuki a introdus un nou model din linia Intruder, acesta făcând parte din categoria power curuiser - VS1400, cu o capacitate cilindrică de aproximativ 1400cc.
În 2005 Suzuki și-a redenumit toate familiile de cruisere, vechile denumiri Intruder, Marauder, Volusia, și Savage devenind istorie. A fost introdusă în loc o redenumire alfanumerică după cum urmează:
- C – clasic (classic) – pentru motocicletele stil clasic (fosta Volusia);
- M – mușchi (muscle) – pentru motocicletele orientate spre performanță (fosta Marauder);
- S – slab (skinny), sport – pentru motocicletele stil chopper (fosta Intruder);
- T – turism (touring) – pentru motocicletele de cursă lungă.

Modelele pentru Europa au primit (păstrat) numele de Intruder și folosesc pentru denumire capacitatea cilindrică în cm3. Modelele pentru USA au fost redenumite Boulevard și folosesc pentru denumire capacitatea cilindrică în inch3.